# Muhammad II (Omeyyade)
Pour les articles homonymes, voir Mohammed.
Al-Mahdî bi-llah Muhammad ibn Hichâm ou Muhammad II (arabe : المهدي بالله محمد بن هشام) est né en 980. Il succède à Hichâm II comme calife omeyyade de Cordoue en 1009. C'est un fils (ou un cousin ?) de Hichâm. Il est mort le 23 juillet 1010.

## Biographie
Hichâm avait laissé le pouvoir passer aux mains de ses hâdjib. En 1009, son hâdjib `Abd ar-Rahmân Sanjûl (espagnol : Abderramán Sanchuelo) fils d'Almanzor parvient à se faire désigner comme successeur (février 1009). Les Quraych et les Banû Marwân, contestant la légitimité de cette succession, s'empressent alors de prêter serment d'allégeance à Muhammad. Hichâm II est alors détrôné, Cordoue étant aux mains des insurgés. `Abd ar-Rahmân Sanjûl, alors en campagne en Castille, revient vers Cordoue, mais ses troupes l'abandonnent et il est tué.
Muhammad II essaye de se concilier la population en abolissant certains impôts non-islamiques. De leur côté, les partisans de Sanjûl soulèvent les troupes berbères qui avait été engagées par Almanzor. Les berbères déposent Muhammad pour le remplacer par Sulayman al-Musta'în, fils d'Al-Hakam II al-Mustansir et petit-fils d'`Abd ar-Rahmān III an-Nāsir, tandis que Muhammad II s'enfuit alors vers Tolède (5 novembre 1009).
À Tolède, Muhammad reçoit le soutien du gouverneur Al-Wahid. Sulayman part de Cordoue pour assiéger Tolède sans succès. Bien que les troupes berbères, restées à Cordoue, soient capables de résister aux troupes de Muhammad et de ses alliés catalans, Sulayman considère la bataille comme perdue et abandonne Cordoue pour se réfugier à Algesiras. Muhammad reprend le pouvoir en 1010, mais le départ de ses alliés catalans le laisse affaibli à Cordoue. Une révolte des soldats esclaves berbères et esclavons éclate, et Muhammad est destitué et tué. Les insurgés remettent le faible Hichâm sur le trône.
Des chroniques postérieures le rendent responsable de la destruction de Al-Madînat al-Zâhira.